# Hirnstamm

Gehirn eines erwachsenen Menschen, Anteile des Hirnstamms (Truncus cerebri) rot hervorgehoben

Frühe Embryonale Stadien des Gehirns von Wirbeltieren–
linke Bildhälfte: 3-Bläschen-Stadium, rechte Bildhälfte: 5-Bläschen-Stadium.

Als Hirnstamm, Truncus cerebri oder Truncus encephali (von lateinisch truncus „Stamm, Rumpf“) werden die unterhalb des Zwischenhirns (Diencephalon) lokalisierten Bereiche des Gehirns ohne Berücksichtigung des Kleinhirns (Cerebellum) bezeichnet.
Zum Hirnstamm gehören damit:
- Mittelhirn (Mesencephalon)
- Brücke (Pons) als Teil des Hinterhirns (Metencephalon)
- verlängertes Mark (Medulla oblongata) bzw. Markhirn (Myelencephalon)

Die Bezeichnung Stammhirn ist nicht synonym zu Hirnstamm. Der Ausdruck Stammhirn steht für einen Begriff, der neben dem Hirnstamm zusätzlich das Zwischenhirn, gelegentlich darüber hinaus auch noch das Kleinhirn und Teile des Endhirns (als Stammganglien) umfasst. Es ist jedoch weder aus entwicklungsgeschichtlicher Perspektive noch nach funktionellen Aspekten sonderlich sinnvoll, das Zwischenhirn mit Mittelhirn, Brücke und verlängertem Mark zusammenzufassen, weniger noch mitsamt Kleinhirn und Anteilen des Endhirns.
Die anatomischen Grundstrukturen des Hirnstamms veränderten sich im Lauf der Evolution relativ wenig, verglichen mit der stammesgeschichtlichen Entwicklung des Vorderhirns. Die Unterteilung des Hirnstamms in mesencephale, metencephale und myelencephale Anteile wird am deutlichsten erkennbar auf seiner zur Körpervorderseite zeigenden (ventralen) Oberfläche, wo die Brücke als querer Wulst auffällt.

## Funktion
Der Hirnstamm steuert viele für den Körper überlebenswichtige Funktionen, wie die Atmung, Herzfrequenz oder den Blutdruck.

## Erkrankungen
Schädigungen des Hirnstamms (etwa bei Poliomyelitis, Trauma oder Kohlenstoffmonoxidvergiftung) verursachen Hirnstammsyndrome. Eine Schädigung der Bahnen zu den körperabwärts gelegenen (kaudalen) Hirnnervenkernen führt zur Pseudobulbärparalyse.

## Nachweise
1. ↑  truncus im Pons Online-Wörterbuch.
2. ↑  Martin Trepel: Neuroanatomie: Struktur und Funktion. 4. Auflage. Elsevier, Urban & Fischer Verlag, München 2008, ISBN 978-3-437-41298-1, Seite 118.
3. ↑  Paul Martini: Über das Wesen und die Behandlung des essentiellen Hochdrucks. In: Münchener Medizinische Wochenschrift. Band 95, Nr. 1, 2. Januar 1953, S. 33–42 (O. Bollinger-Vorlesung, gehalten in München am 11. Dezember 1952), hier: S. 33–34.